# Friedrich Reuter (Förster)
Johann Heinrich Friedrich Christopher Reuter (* 3. Januar 1802 in Harbke; † 1. Dezember 1872 in Garbe) war ein deutscher Forstmann.

## Wirken
Reuter war seit 1825 als Förster im Dienste der Herren von Jagow zunächst in Kapermoor bei Arendsee, dann ab 1831 als Verwalter und zuletzt als Oberförster des Forstreviers Garbe tätig. Er wurde durch sein Werk Die Kultur der Eiche und der Weide in Verbindung mit Feldfrüchten zur Erhöhung des Ertrages der Wälder und zur Verbesserung der Jagd: Die wilde Fasanenzucht in der Garbe bekannt, das von seinem Sohn, dem preußischen Oberförster Wilhelm Reuter, im Verlag von Julius Springer veröffentlicht wurde. 1867 erschien eine zweite, überarbeitete Fassung und 1875 nach dem Tod von Friedrich Reuter eine dritte, vollständig neu bearbeitete und vermehrte Auflage.
Reuter beschäftigte sich mit der Elbregulierung und legte auf der Garbe Deiche zum Schutz gegen das Sommerhochwasser an, bevor er mit der planmäßigen Kultur der Halbinsel begann. Reuters Anbauversuche mit Eichen und Weiden, auch auf Sandböden, waren in Forstkreisen bekannt. Zudem legte er in der Garbe ein Fasanenjagdrevier an, das auch gelegentlich von Vertreter des preußischen Königshauses genutzt wurde.

## Veröffentlichungen
- Die Kultur der Eiche und der Weide in Verbindung mit Feldfrüchten zur Erhöhung des Ertrags der Wälder und zur Verbesserung der Jagd. Die wilde Fasanenzucht in der Garbe. Hrsg. v. Oberförster W. Reuter. 3. neu bearb. u. verm. Aufl., Springer, Berlin 1875.

## Auszeichnungen
- 1865: Königlicher Kronenorden 4. Klasse[4]
- 1869: Silberne Medaille auf der Internationalen land- und forstwirtschaftlichen Ausstellung in Namur „für Eichen- und Weidenpflanzen, Eichenrinde und Eichenabschnitte“.[5]